# Anaís Orellana
Anaís Orellana Ramos es una pilota de karting chilena.

## Biografía
Anaís Orellana nació cerca del 2014. Es hija de dos pilotos y campeones de karting, Karina Ramos y Gonzalo Orellana. A los 4 años, Anaís Orellana se subió a un kart para niños por primera vez
Anaís Orellana corrió su primera carrera a los 8 años. Con sus padres, es parte del equipo OR Race Team. Sus padres se alejaron de las pistas para poder apoyar su desarrollo como pilota.
Obtuvo el primer lugar en competencias Lame y Rok en 2022, y el tercer lugar en el Campeonato Rotax Summer Trophy Chile 2022.
Gracias a esos resultados, recibió un cupo para el Sudamericano de Perú 2023, donde llegó al puesto 17 en la categoría Micro Max. Ese mismo año, fue campeona en el Rotax Summer Trophy Chile. en el Rok Cup Chile y en el IAME Series Chile. En diciembre 2023, fue la única niña en competir en el mundial de karting en Bahréin.
En 2024, fue reconocida por la Federación internacional del automóvil y participó en el campeonato COFT en España. También fue seleccionada por el Team Chile para ser parte de la FIA Motorsport Games.
En 2025, participó en el Champions of the Future Academy Program en España, donde llegó a ser parte del top 20 pero no pudo seguir compitiendo por falta de recursos. También participó en el ArgentinoDeKart.
Anaís Orellana ambiciona ser la primera chilena pilota en la fórmula 1.